# ブロウ・バイ・ブロウ
『ブロウ・バイ・ブロウ』 (Blow by Blow) は、1975年にリリースされたジェフ・ベックのアルバム。発表当時の邦題は、『ギター殺人者の凱旋』(The Return of Axe Murderer)であった。

## 解説
1974年1月、ベック・ボガート・アンド・アピス（BBA）はイギリス・ツアーを行ない、同月26日にはロンドンのレインボー・シアターでコンサートを行った。このコンサートでベックとティム・ボガートが衝突した結果、その後のスケジュールはキャンセルされ、BBAは5月頃に自然消滅した。その後、ベックはジャズ・フュージョン・バンドのアップ（UPP）のレコーディングのプロデュースとギターを担当し、9月にはUPPと共にBBCに出演した。
彼は当時ジョン・マクラフリン率いるマハヴィシュヌ・オーケストラのジャズ・ロック的なアプローチに傾倒し、彼等のアルバム『黙示録 Apocalypse』（1974年）のプロデューサーだったジョージ・マーティンに新作のプロデュースを依頼した。また第二期ジェフ・ベック・グループのメンバーだったマックス・ミドルトンに参加を要請した。1974年12月、本作のレコーディングがマーティンが設立したロンドンのエアー・スタジオで開始された。
6曲目の「哀しみの恋人達」はスティーヴィー・ワンダーの作曲で、ロイ・ブキャナンに捧げられている。本作もまた4チャンネル・ステレオ盤が存在し、全曲でミックスが異なっている。
本作は、ビルボード・チャートで4位を獲得している。発表後、ベックは4月から7月にかけてアメリカ・ツアーを行い、マハヴィシュヌ・オーケストラとのジョイント・コンサートも実現させた。8月には1973年5月のBBAの日本公演に続く2度目の来日を果たし、風邪をおして「ワールド・ロック・フェスティバル・イーストランド」に出演したものの、急性肺炎の疑いと診断されて京都及び仙台公演をキャンセルした。

### 日本公演日程

#### 1975年
※ワールド・ロック・フェスティバル・イーストランド
- 8月3日 - 札幌・真駒内アイスアリーナ
- 8月5日 - 名古屋・愛知県体育館
- 8月7日 - 東京・後楽園球場

## 収録曲

### Side 1
1. 分かってくれるかい - You Know What I Mean (Beck, Middleton) 4:05
2. シーズ・ア・ウーマン - She's a Woman (Lennon-McCartney) 4:31
3. コンスティペイテッド・ダック - Constipated Duck (Beck) 2:48
4. エアー・ブロワー - Air Blower (Bailey, Beck, Chen, Middleton) 5:09
5. スキャッターブレイン - Scatterbrain (Beck, Middleton) 5:39

### Side 2
1. 哀しみの恋人達 - Cause We've Ended as Lovers (Wonder) 5:42
2. セロニアス - Thelonius (Wonder) 3:16
3. フリーウェイ・ジャム - Freeway Jam (Middleton) 4:58
4. ダイヤモンド・ダスト - Diamond Dust (Holland) 8:26

## パーソネル
- ジェフ・ベック - ギター
- マックス・ミドルトン - キーボード
- フィル・チェン - ベース
- リチャード・ベイリー - ドラムス、パーカッション
- スティーヴィー・ワンダー - クラヴィネット (「セロニアス」※クレジット無し[要出典])
- ジョージ・マーティン - オーケストラ・アレンジメント、プロデューサー
- デニム・ブリッジス - エンジニア